# جزیره طابیه
جزیره طابیه یک منطقهٔ مسکونی در سوریه است که در استان دیرالزور واقع شده‌است. جزیره طابیه ۱٬۸۰۱ نفر جمعیت دارد.